# Li Ye
Li Ye , död 784, var en kinesisk kurtisan (yiji) och poet. Hon är den enda kvinna från Tangdynastin vars poesi har bevarats. 
Hennes far upptäckte hennes talang för konstarter som barn och ansåg att de skulle vara bortkastade om hon bara blev en hustru. Hon fick därför bli en kurtisan, vilket under denna tid inte innebar att hon behövde sälja sex. Hon var under sin karriär som kurtisan en erkänd konstnär och berömd för sin förmåga inom poesi, musik och kalligrafi. Hon uppträdde även vid kejsar Daizongs hov. 
År 783 erövrade rebellen Zhu Ci huvudstaden. Under hans tid som regent tvingade han henne att skriva poesi som smädade kejsaren, och när denne återkom blev Li Ye därför åtalad och avrättad för förräderi. 